# Băița-Plai, Bihor
Băița-Plai este o localitate componentă a orașului Nucet din județul Bihor, Crișana, România.
Este o colonie minieră formată în anii 1950 la poalele Munților Bihor, unde a funcționat cea mai mare exploatare a minereului de uraniu din România.